# Herzl Award
I samband med hundraårsjubileet av Theodor Herzls död, 2004, instiftade Avdelningen för sionistiskt engagemang på Sionistiska Världsorganisationen en utmärkelse till hans minne. Detta pris delas ut årligen till unga män och kvinnor som på ett exceptionellt sätt bidragit till insatser för Israel och den sionistiska ideologin.
Herzl var den politiska sionismens grundare och den man som tillskrivs mest av den ideologi som får judar över hela världen att bosätta sig i Israel.
Enligt den Sionistiska Världsorganisationens webbplats skall de nominerade pristagarna ha bidragit med insatser i minst ett av följande områden:
- uppmuntra aliyah (judisk invandring till Israel)
- främja sionistisk folkbildning
- främja studiet av hebreiskan som språk
- försvara Israel som stat
- främja utvecklingen av ett israeliskt modellsamhälle
- bidra till utvecklingen av den sionistiska tankeläran
- bidra till organiserandet å den sionistiska rörelsens vägnar
- De nominerades ålder skall ej överstiga 44 år, åldern vid vilken Herzl dog.

Alla pristagare får ett exklusivt certifikat och trofé och blir inskrivna i en särskild Herzl-bok i Jerusalem.

## Prismottagare
| År   | Mottagare                       |
| ---- | ------------------------------- |
| 2004 | Susana Edith Gelber             |
| 2004 | Ron Weiser                      |
| 2004 | Francis Weitz                   |
| 2004 | Simon Boysen                    |
| 2004 | Attila Novak                    |
| 2004 | Raphael (Ralphy) Ezekiel Jhirad |
| 2004 | Marcos Metta Cohen              |
| 2004 | Meny Samra Cohen                |
| 2004 | Errol Anstey                    |
| 2004 | David Borowich                  |
| 2004 | Elana Yael Heideman             |
| 2004 | Brian Sacks                     |
| 2004 | Moises Salinas                  |
| 2005 | Damian Szvalb                   |
| 2005 | Gabriel Martell                 |
| 2005 | Dalia Melchior                  |
| 2005 | Enrique Olsoff                  |
| 2005 | Evgeny Maryanchik               |
| 2005 | Avrom Krengel                   |
| 2005 | David Collins                   |
| 2005 | Steven Elstein                  |
| 2005 | Jonathan Hantman                |
| 2005 | Gerardo Stuczynski              |
| 2005 | Elías Farache                   |
| 2006 | Andrea Uzan                     |
| 2006 | Stanislav Skibinski             |
| 2006 | Nathan Feldman                  |
| 2006 | Moises Mitrani                  |
| 2006 | Phil Koningham                  |
| 2006 | Ted Ekeroth                     |
| 2006 | Stephen Rosenthal               |
| 2007 | Andrés Abramovicz               |
| 2007 | Marisol Garriga                 |
| 2007 | Jacobo Adat                     |
| 2007 | Tamar Lazarus                   |
| 2007 | Dmitri Vasserman                |
| 2007 | Daniel Berke                    |
| 2007 | Shanee Fischer                  |
| 2007 | Alberto Moryusef                |
| 2008 | Fabio Kornblaum                 |
| 2008 | Daniel Lew                      |
| 2008 | Charlotte Thalmay               |
| 2008 | Mauricio Faradji                |
| 2008 | Laura Taragan                   |
| 2009 | Laurence (Doron) Perez          |
| 2009 | Torbjorn Karfunkel              |
| 2009 | Debbie Isaacs                   |
| 2010 | Arieh Grossman                  |